# Sarah Maldoror

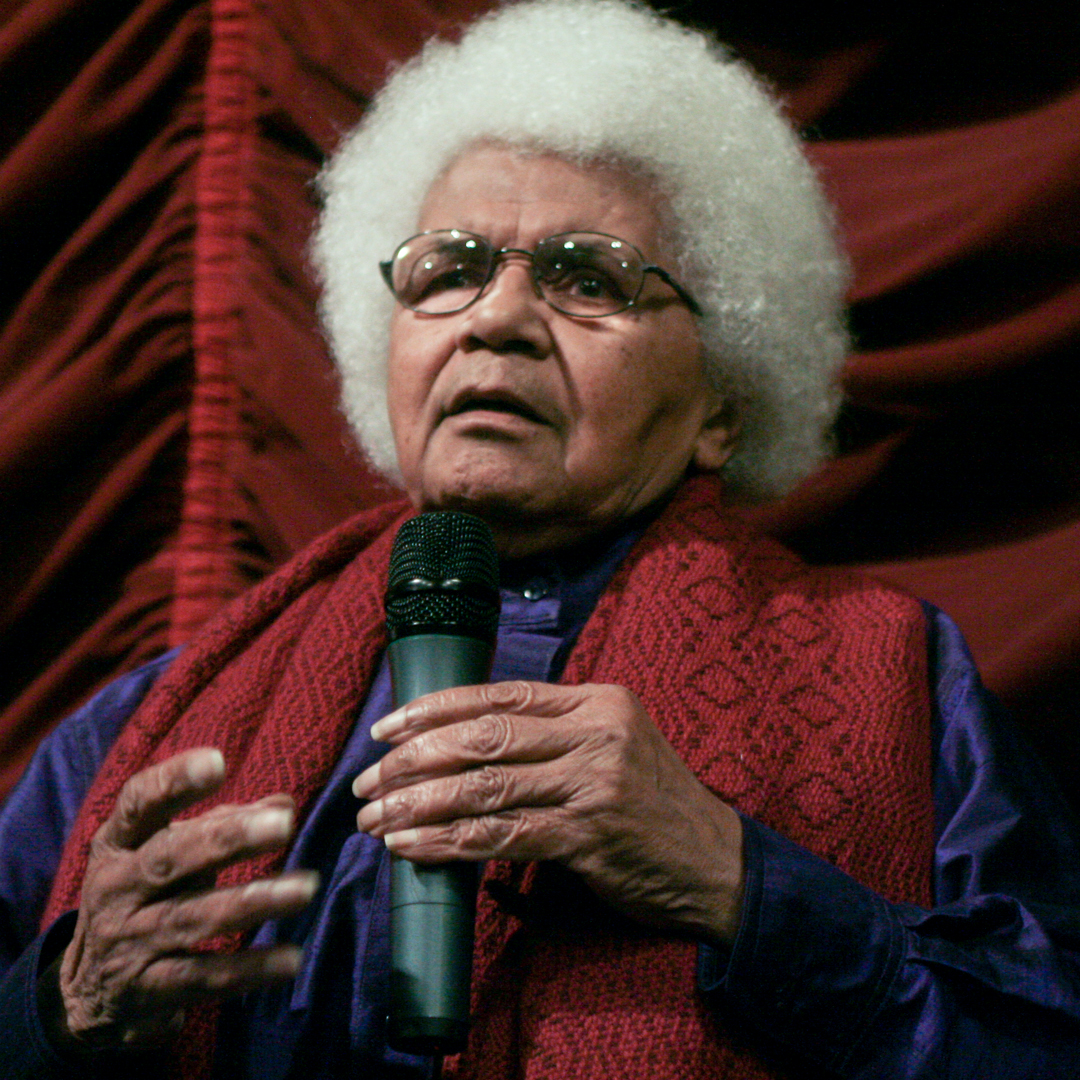
Sarah Maldoror, 2009

Sarah Maldoror (* 19. Juli 1929 in Condom, Gers als Sarah Durados; † 13. April 2020 in Saint-Denis) war eine französische Filmregisseurin.

## Leben
Die Eltern von Sarah Maldoror wanderten vor ihrer Geburt aus Guadeloupe nach Frankreich aus. Ihren Künstlernamen Maldoror wählte sie in Anlehnung an das lyrische Werk Die Gesänge des Maldoror. Während ihres Studiums am Centre d’Art Dramatique de la Rue Blanche in Paris lernte sie ihren späteren Ehemann Mário Pinto de Andrade kennen. Über ein Stipendium durfte sie mit ihm von 1961 bis 1962 in Moskau bei Mark Semjonowitsch Donskoi Film studieren. Während dieser Zeit lernte sie den senegalesischen Schriftsteller Ousmane Sembène kennen. Nach ihrer Rückkehr arbeitete sie als Assistentin von Gillo Pontecorvo für dessen Kriegsfilm Schlacht um Algier.
Mit Des fusils pour Banta debütierte Maldoror 1970 als Regisseurin für einen Langspielfilm. Sie war die erste Frau, die in Afrika für einen Langspielfilm Regie führte. Bis 1987 folgten mit Sambizanga, Un dessert pour Constance, L’hôpital de Leningrad und Le passager du Tassili vier weitere Spielfilme. Mit Sambizanga verfilmte sie eine Geschichte des Schriftstellers Luandino Vieira. Neben ihren Spielfilmen inszenierte sie bis 1998 mehrere Kurz- und Dokumentarfilme.
Am 13. April 2020 starb Maldoror im Alter von 90 Jahren während der COVID-19-Pandemie in Frankreich an den Folgen einer SARS-CoV-2-Infektion.

## Filmografie (Auswahl)
- 1970: Des fusils pour Banta
- 1972: Sambizanga
- 1981: Un dessert pour Constance
- 1983: L’hôpital de Leningrad
- 1987: Le passager du Tassili